# Grace Mary Williams
Grace Mary Williams (Barry, 19 febbraio 1906 – 10 febbraio 1977) è stata una compositrice gallese.

## Biografia
Nata a Barry nel Galles, frequentò la Barry Grammar School, vincendo poi una borsa di studio per l'Università di Cardiff, dove nel 1926 conseguì il diploma in musica. Successivamente fu ammessa al Royal College of Music, dove divenne allieva di Ralph Vaughan Williams e Gordon Jacob.  Durante la seconda guerra mondiale, gli studenti del Royal College furono sfollati a Grantham nel Lincolnshire, dove Grace compose alcuni dei suoi primi lavori, inclusa la Sinfonia Concertante e la sua prima sinfonia.  Durante la guerra iniziò a soffrire di depressione, malattia che l'accompagnò anche in seguito, insieme ad altri problemi di salute legati allo stress.  Dopo aver insegnato a Londra per vari anni, Grace Williams tornò in Galles nel 1946, dove lavorò per i programmi educativi della BBC, anche se l'attività principale rimase sempre quella della composizione.
Grace Williams, si è dedicata principalmente a lavori orchestrali o per voci e orchestra. Uno dei suoi lavori più conosciuti è la sua Fantasia on Welsh Nursery Tunes (1940).  Negli anni 1960-61 ha scritto la sua prima e unica opera, The Parlour, su libretto tratto da Maupassant che è stata eseguita solo nel 1966.

## Stile
La musica di Grace Williams è stata, almeno fino al 1955, largamente influenzata da quella del suo maestro Vaugham Williams. Altra percettibile influenza è stata quella di Edward Elgar. Sono inoltre individuabili alcuni passaggi cromatici di reminiscenza straussiana, in particolare nei 'Sea Sketches'. Dal 1955 con il lavoro orchestrale 'Penillion' inizia invece il suo periodo più maturo, per il quale è ancora ricordata. In questi nuovi lavori, mentre l'armonia rimane fondamentalmente tonale, le melodie ci rimandano all'antica tradizione musicale gallese. L'opera 'The Parlour' risente invece dell'influsso dell'Albert Herring di Benjamin Britten. La 'Missa cambrensis' (1971) rimane la sua composizione più ambiziosa e uno dei lavori migliori.

## Altre composizioni
- Four Illustrations for the Legend of Rhiannon (1939)
- Sea Sketches (1944)
- The Dancers (1951)
- Penillion (1955)
- Symphony no. 2 (1956)
- All Seasons shall be Sweet (1959)
- The Parlour (1961)
- Missa cambrensis (1971)
- Trumpet Concerto (1963)
- Ave Maris Stella (1973)
- Fairest of Stars (1973)

## Registrazioni
Possono essere annoverate ben poche registrazioni dei lavori di Grace Williams. La sua Seconda Sinfonia, l'opera Penillion, Sea Sketches e la Fantasia on Welsh Nursery Tunes sono state inserite in un disco della Lyrita, e diversi altri lavori per coro, incluso il più noto Ave Maris Stella, sono stati pubblicati per la Chandos Records.